# Мельников, Николай Дмитриевич (разведчик)
Николай Дмитриевич Мельников (1905—1944) — заместитель начальника 1-го Главного управления ГУГБ НКВД СССР, комиссар государственной безопасности (1943).

## Биография
Родился в русской семье шахтёра-забойщика. С 1913 до 1918 учился в 3-классном училище в Сучанском руднике, затем с 1918 до 1919 в высшем начальном училище в Анжерских угольных копях в Томской губернии. С июня 1919 до июля 1920 батрачил у купца на станции Цицикар (КВЖД), с апреля 1921 до июля 1923 работал ламповщиком-телеграфистом на станции Джалайнор (КВЖД). Затем вернулся в Сучанский рудник, где работал коногоном с августа 1923 до августа 1925 и табельщиком угольных копий с августа 1925 до февраля 1926. Член РКП(б) с апреля 1925.
В органах госбезопасности с 1926, службу начал в должности политконтролёра Владивостокского окружного отдела Полномочного представительства (ПП) ОГПУ по Дальневосточному краю с марта 1926 до октября 1927. Затем служил в погранохране ОГПУ-НКВД: красноармеец, с апреля 1928 уполномоченный комендатуры 59-го ПОГО, с января 1929 до августа 1930 помощник уполномоченного 59-го ПОГО Управления погранохраны и войск ОГПУ ПП ОГПУ по Дальневосточному краю. С сентября 1930 до сентября 1931 учился в Высшей пограничной школе ОГПУ в Москве. Затем вернулся на Дальний Восток, с октября 1931 уполномоченный, с марта 1932 старший уполномоченный 56-го ПОГО, с февраля 1934 уполномоченный, затем инспектор оперативного отдела Управления погранохраны и войск ОГПУ ПП ОГПУ — Управления пограничной и внутренней охраны УНКВД по Дальневосточному краю. С июня 1935 до сентября 1938 слушатель Военной академии им. М. В. Фрунзе. После её окончания работал в центральном аппарате НКВД СССР, с ноября 1938 старший помощник начальника отделения отдела пограничной службы ГУПВВ НКВД СССР. Затем перешёл на работу в разведку.
С 20 марта по 1 июня 1939 старший помощник начальника 3-го отделения 1-го отдела Главного управления пограничных войск (ГУПВ) НКВД. С 1 июня по 14 декабря 1939 начальник 14-го отделения 5-го отдела ГУГБ НКВД. С 14 декабря 1939 по 27 февраля 1941 заместитель начальника 5-го отдела ГУГБ НКВД. Курировал Дальневосточный и Ближневосточный регионы. С 27 февраля по 1 сентября 1941 начальник 2-го отдела 1-го Управления НКГБ, а с 1 сентября по 3 октября 1941 заместитель начальника 1-го Главного управления НКВД. Одновременно с июля 1941 заместитель начальника Особой группы при НКВД, а с 18 января 1942 4-го Управления НКВД-НКГБ. С 3 октября 1941 по 16 января 1942 заместитель начальника 2-го отдела НКВД 1-го Управления НКГБ. С 18 января 1942 заместитель начальника 4-го Управления НКВД/НКГБ, начальник 1-го отдела 4-го Управления. С 6 марта по 3 августа 1943 по совместительству заместитель начальника 2-го управления НКВД СССР. С 3 августа 1943 по 7 апреля 1944 1-й заместитель начальника Управления по делам военнопленных и интернированных НКВД. Покончил с собой (застрелился).

### Звания
- майор;
- полковник (1939);
- майор ГБ (14 марта 1940);
- старший майор ГБ (30 сентября 1941);
- комиссар ГБ (14 февраля 1943).

### Награды
- орден Красного Знамени (20 сентября 1943);
- орден Красной Звезды (26 апреля 1940);
- нагрудный знак «Заслуженный работник НКВД» (4 февраля 1942);
- медали.